# La plenitud de la vida
La plenitud de la vida es el segundo tomo de las memorias de Simone de Beauvoir.

## La obra memorialística de Simone de Beauvoir
El segundo tomo de las Memorias de Simone de Beauvoir, La plenitud de la vida (La force de l'âge) se publicó en 1960, dos años después de las Memorias de una joven formal (Mémoires d'une fille rangée). Cuando Beauvoir comienza sus libros memorialísticos tiene ya cincuenta años y es una escritora famosa y admirada tras los éxitos de su ensayo El segundo sexo (1949) y de su novela Los mandarines (Premio Goncourt de 1954). En el prólogo a La plenitud de la vida la autora confiesa que, al terminar sus Memorias de una joven formal, no se había planteado una continuación. Pero, añade, "poco a poco, me convencí de que el primer tomo de mis recuerdos exigía a mis propios ojos una continuación: inútil haber contado la historia de mi vocación de escritora si no trato de decir cómo se ha encarnado" (pág. 9). A estos dos volúmenes de memorias seguirán otros dos, La fuerza de las cosas (La force des choses, 1963) y Final de cuentas (Toute compte fait, 1972).
En otras dos ocasiones volverá Simone de Beauvoir a sus escritos autobiográficos: en 1964 pública Una muerte muy dulce, evocación de los últimos momentos de la vida de su madre; y en 1981, tras la muerte de Sartre en 1980, aparecerá La ceremonia de los adioses, seguido de Conversaciones con Jean-Paul Sartre: agosto-septiembre, 1974, textos que constituyen un emotivo testimonio de su larga relación con el filósofo. Póstumamente, en el año 1990, su ahijada y albacea, Sylvie Le Bon de Beauvoir, editará su Diario de guerra. Septiembre de 1939-enero de 1941. Por último, la misma Sylvie Le Bon dará a conocer en 2008 unos Cahiers de jeunesse, 1926-1930, hasta la fecha no traducidos al español.
La obra testimonial de Beauvoir se completa con tres colecciones de cartas, publicadas todas ellas bajo la dirección de su ahijada entre 1990 y 2004: Cartas a Sartre (1º tomo: 1930-1939; 2º tomo: 1940-1963), Cartas a Nelson Algren: un amor trasatlántico (1947-1964) y Correspondance croisée avec Jacques-Laurent Bost (1937-1940), esta última aún inédita en español. Complemento natural a la obra epistolar de Simone de Beauvoir son las Cartas al Castor y a algunas otras (dos tomos), de Jean-Paul Sartre, edición póstuma, preparada en 1983 por la ahijada y albacea del filósofo, Arlette Elkaïm Sartre, y con prólogo de la propia Simone de Beauvoir.
A excepción de las dos primeras colecciones de su correspondencia, editadas por Lumen, el resto de las traducciones citadas en español han aparecido en la editorial Edhasa de Barcelona.

## Contenido
El libro abarca un espacio temporal de dieciséis años, entre 1929 y 1945, periodo que en la vida de Simone de Beauvoir va desde la obtención de la cátedra de filosofía y el comienzo de su relación con Sartre (1929) hasta el final de la II Guerra Mundial (1945). En 1929 Beauvoir tiene veintiún años; en 1945, treinta y siete. Ya en el prólogo, la autora nos previene sobre las intenciones y limitaciones de la obra: "Debo advertirles que no pienso contarlo todo. Dejaré, resueltamente, muchas cosas en la sombra [...] Algunos críticos han creído que en mis Memorias había querido dar una lección a las jóvenes; he desado, sobre todo, pagar una deuda. Este informe, en todo caso, está desprovisto de toda preocupación moral. Me limito a dar un testimonio de lo que ha sido mi vida. No prejuzgo nada, salvo que toda verdad puede interesar y servir" (pág. 10). Así, el lector ha de recorrer las páginas del libro con cautela y no dejarse arrastrar por la aparente naturalidad y desapasionamiento ni por la fuerza de la narración. La lectura de los textos autobiográficos de la época señalados en el epígrafe anterio resultarán, pues, muy convenientes si se quiere tener una idea más completa y ajustada del contenido de este libro. 
La plenitud de la vida se compone de dos partes. La primera abarca hasta los prolegómenos de la II Guerra Mundial, en 1939. La segunda trata del periodo conocido como "drôle de guerre" y la ocupación de Francia por los alemanes para terminar con los primeros días de la liberación. La imagen que, sobre todo en la primera parte, se desprende de Simone de Beauvoir y de Jean-Paul Sartre (pues el libro se refiere tanto a la una como al otro) está aún muy alejada de esa ya tópica de la pareja de escritores famosos, que reinan en el mundo cultural de la "rive gauche", y de intelectuales comprometidos con todas las causas de los desheredados de la tierra. Lo que percibimos, al menos hasta 1939, es a unos jóvenes ansiosos del éxito literario, individualistas, antiburgueses y algo anarquistas; heterodoxos en sus relaciones sexuales, apasionados de la lectura, del cine y de los viajes y, sobre todo, amantes de conversar y discutir interminablemente de todo lo divino y lo humano. Algunos textos corroboran esta idea: "Los libros y los espectáculos contaban mucho para nosotros; en cambio, los acontecimientos públicos nos importaban poco [...] En conjunto, el mundo que nos rodeaba no era sino un telón de fondo sobre el que destacaban nuestras vidas privadas" (pág. 47). "Queríamos ejercer una acción personal, a través de nuestras conversaciones, nuestra enseñanza, nuestros libros; sería una acción más crítica que constructiva [...] Por lo tanto seguimos consagrándonos exclusivamente a nuestros escritos, a nuestras investigaciones" (pág. 119). "La izquierda resolvió celebrar su victoria [la del Frente Popular] con una gran manifestación. Fui con Sartre a la Bastilla: quinientas mil personas desfilaron con banderas tricolores, cantando y gritando. Nosotros compartíamos hasta cierto punto ese entusiasmo, pero no se nos ocurrió desfilar, cantar, gritar con los demás. Tal era en esa época nuestra actitud; los acontecimientos podían suscitar en nosotros violentos sentimientos de ira, de temor, de alegría: pero no participàbamos, seguíamos siendo espectadores" (pág. 190). Simone de Beauvoir cierra sus recuerdos sobre esta etapa de su vida (1929-1939) con las siguientes reflexión: "Es arbitrario cortar la vida en lonchas. Sin embargo, el año 1929, donde se sitúan a la vez el fin de mis estudios, mi emancipación económica, mi marcha de la casa paterna, la liquidación de mis antiguas amistades y mi encuentro con Sartre, abrió evidentemente para mí una nueva era. En 1939, mi existencia cambió de forma radical: la Historia se apoderó de mí para no soltarme ya más; por otra parte, me comprometí a fondo y para siempre con la literatura. Una época se cerraba. Ese periodo que acabó de contar me hizo pasar de la juventud a la madurez. Dos preocupaciones lo dominaron: vivir y realizar mi vocación todavía abstracta de escritora, es decir, encontrar el punto de inserción de la literatura en mi vida" (pág. 313). En este sentido, son muy interesantes las páginas que dedica a la guerra civil española: "De vuelta en París en septiembre, nos hundimos en el drama que durante dos años y medio dominó nuestra vida: la guerra de España" (pág. 241). Leyendo el libro, no es exagerado pensar que el conflicto español fue un hecho que aceleró la toma de conciencia política de la pareja.
Entre 1939 y 1945, Simone de Beauvoir (al igual que Sartre) va adquiriendo una progresiva conciencia social y política, que la llevan a un primer compromiso con la historia. Se manifiesta abiertamente contra la ocupación nazi y contra el gobierno de Vichy. Colabora en la creación de un grupo resistente titulado "Socialismo y libertad" (aunque de duración y eficacia efímeros), participa en el Comité Nacional de Escritores, dirigido por los comunistas, y escribe en la revista clandestina Les Lettres Françaises. Pero junto a estos hechos, evidentes y comprobables, hay otros, igualmente evidentes y comprobables, que manifiestan, al menos, cierta ambigüedad en la actitud política de la pareja y sobre los cuales Beauvoir pasa de puntillas en sus memorias: expulsada de la docencia por la acusación de la madre de una alumna de haberla pervertido sexualmente, Beauvoir no duda en aceptar un trabajo en la Radio de Vichy. En 1943 publica su primera novela, La invitada y se ilusiona con la posibilidad de recibir el Premio Goncourt, entonces dominado por los pro-vichistas. De igual modo, Sarte llega a estrenar dos obras de teatro que gozaron de la aprobación de la censura nazi y, sobre todo, no tiene inconveniente en aceptar sustituir en su puesto de profesor de filosofía a un colega que había sido destituido por judío. Por lo demás, hay una abundante (y no siempre coincidente) bibliografía sobre cómo vivieron y actuaron los intelectuales franceses, en general, y la pareja Beauvoir-Sartre, en particular, en los años de la ocupación.

## Amornecesarioy amorescontingentes
Durante mucho tiempo y para muchas personas, la especial manera cómo llevaron públicamente su relación sentimental Simone de Beauvoir y Sartre fue una especie de mito, pues mostraba hasta qué punto se podía compaginar una relación que guardara, a la vez, un respeto esencial hacia el otro y una libertad individual frente a terceras personas. Simone de Beauvoir se refiere en este libro a esos conceptos de amor necesario (que era el que ellos se profesaban) y amores contingentes, que podrían sobrevenir a cualquiera de los dos y que no empañaban al primero. Viéndose prácticamente todos los días durante casi cuarenta años, viajando juntos, trabajando hasta en mesas contiguas en los mismos café del Barrio Latino o de Montparnasse, contándoselo y escribiéndoselo todo, cada uno de ellos conservó siempre su propio domicilio, su espacio de autonomía y de libertad.
Con naturalidad, Simone de Beauvoir cuenta en este tomo de sus memorias cómo ese planteamiento teórico se incarnó en la vida de la pareja: Las relaciones de ella con tres alumnas, primero Olga Kosakievicz, en Rouen, a partir de 1932; con Bianca Lamblin en París desde 1937; con Nathalie Sorokine en los años de la ocupación; los ensayos de tríos de la pareja con las dos primeras alumnas citadas; las relaciones de Simone con Jacques-Laurent Bost, después marido de Olga, o las de Sartre con la hermana pequeña de Olga, Wanda... "la familia", en fin, como con frecuencia dice Simone en sus memorias. Parte de ese mito se fue desmoronando con la publicación, primero, de las Cartas al Castor y, después, con los sucesivos textos autobiográficos póstumos de Simone de Beauvoir. El escándalo acabó de estallar cuando Bianca Lamblain, una de las personas implicadas en estas historias, publicó en 1993 sus Memorias de una muchacha informal (editado en España en 1995 por Grijalbo-Mondadori) en las que da su visión retrospectiva de los hechos y la pareja queda bastante en entredicho. Tanto Simone de Beauvoir en su novela La invitada como Jean-Paul Sartre en La edad de la razón fabulan parte de estas historias amorosas.